# Alexandre Bioussa
Alexandre Bioussa (17 de março de 1901 — 14 de setembro de 1966) foi um jogador de rugby union francês, medalhista olímpico.

## Carreira
Durante sua carreira esportiva, representou o clube Stade Toulousain, com o qual conquistou o título de campeão francês em 1923, 1924, 1926 e 1927 e disputou a final em 1921. Ele integrou a equipe da Seleção da França que conquistou a medalha de prata nos Jogos Olímpicos de Verão de 1924 em Paris. Ele jogou as duas partidas da competição, nas quais os franceses derrotaram a Romênia por 61–3 no Stade de Colombes em 4 de maio, e duas semanas depois perderam para os EUA por 3–17.
Na Seleção Francesa , também como capitão, nos anos 1924–1930 disputou um total de 21 partidas, marcando 9 pontos. Após encerrar a carreira esportiva, tornou-se treinador no Stade Lavelanétien.